# ایمریو ماسینان
ایمریو ماسینان (ایتالیایی: Imerio Massignan) (زاده ۲ ژانویه ۱۹۳۷ – درگذشته ۳ مه ۲۰۲۴) دوچرخه‌سوار اهل ایتالیا بود. وی در مسابقات تور دو فرانسه حضور داشته است.